# Michael Hicks (cestista 1976)
Michael Taylor Hicks (Panama, 4 agosto 1976) è un allenatore di pallacanestro ed ex cestista panamense.
Guardia-ala di 195 cm per 91 kg, è stato un nazionale panamense che ha trascorso quasi interamente la sua carriera in Italia.

## Caratteristiche tecniche
Gioca come ala piccola ma può anche ricoprire la posizione di guardia tiratrice. È conosciuto per la grande atleticità e l'intelligenza e l'energia con cui attacca il canestro.
È considerato uno dei migliori giocatori d'attacco mai nati a Panama.

## Carriera

### Club
È partito dal Bacone Junior College e ha poi militato nella Texas A&M University, di cui è stato il miglior giocatore vincendo le classifiche dei minuti giocati, del tiro, dei punti, dei rimbalzi, degli assist e delle palle recuperate.
Dopo aver militato nelle squadre di Roseto e Udine, Michael Hicks fa una grande stagione a Imola nel campionato di Legadue. Nell'estate del 2006 passa a Pesaro, sempre in Legadue, e diventa uno dei protagonisti del ritorno della squadra marchigiana nel massimo campionato di basket italiano.
Ha giocato anche nel campionato panamense con Caimanes de Río Abajo, Toros de Chorrillo e Canguros de Parque Lefevre.
Nel 2008-09 è il miglior realizzatore della stagione regolare della Serie A, con una media di 18,77 punti a partita (563 in 30).

### Nazionale
Hicks è stato il miglior realizzatore della Nazionale panamense ai Campionati americani del 2005 e ha partecipato anche al Mondiale del Campionato mondiale maschile di pallacanestro 2006.

## Statistiche
Dati aggiornati al 30 giugno 2012.
| Stagione        | Squadra                     | Competizione | Partite | Partite | Partite | Statistiche tiro | Statistiche tiro | Statistiche tiro | Altre statistiche | Altre statistiche | Altre statistiche | Altre statistiche | Altre statistiche |
| Stagione        | Squadra                     | Competizione | Pres.   | Titol.  | Minuti  | Tiri da 2        | Tiri da 3        | Liberi           | Rimb.             | Assist            | Rubate            | Stopp.            | Punti             |
| --------------- | --------------------------- | ------------ | ------- | ------- | ------- | ---------------- | ---------------- | ---------------- | ----------------- | ----------------- | ----------------- | ----------------- | ----------------- |
| 2001            | Caimanes de Rio Abajo       | campionato   |         |         |         |                  |                  |                  |                   |                   |                   |                   |                   |
| ott. 01         | Euro Roseto                 | Serie A      | 30      | 4       | 574     | 66/122           | 22/54            | 29/37            | 54                | 5                 | 24                | 10                | 227               |
| 2002            | Caimanes de Rio Abajo       | campionato   |         |         |         |                  |                  |                  |                   |                   |                   |                   |                   |
| 2002-2003       | Esse.Ti Imola               | Legadue      | 24      | 23      | 693     | 122/223          | 20/55            | 77/104           | 160               | 20                | 69                | 7                 | 381               |
| 2003            | Toros de Chorrillo          | CBS          |         |         |         |                  |                  |                  |                   |                   |                   |                   |                   |
| 2003-2004       | Snaidero Cucine Udine       | Serie A      | 34      | 30      | 894     | 126/212          | 21/57            | 73/94            | 165               | 30                | 73                | 16                | 388               |
| 2004-2005       | Agricola Gloria Montecatini | Legadue      | 30      | 30      | 967     | 149/267          | 27/71            | 81/101           | 187               | 30                | 63                | 8                 | 460               |
| 2005-2006       | Zarotti Imola               | Legadue      | 30      | 30      | 1011    | 178/313          | 58/144           | 172/204          | 155               | 48                | 82                | 3                 | 702               |
| 2006            | Canguros de Parque Lefevre  | MetroBasket  |         |         |         |                  |                  |                  |                   |                   |                   |                   |                   |
| 2006-2007       | Scavolini Spar Pesaro       | Legadue      | 30      | 30      | 945     | 150/243          | 55/130           | 111/140          | 160               | 51                | 83                | 6                 | 576               |
| 2007-2008       | Scavolini Spar Pesaro       | Serie A      | 34      | 34      | 970     | 110/254          | 61/136           | 73/88            | 147               | 35                | 71                | 6                 | 476               |
| 2008-2009       | Scavolini Spar Pesaro       | Serie A      | 30      | 30      | 999     | 157/287          | 49/121           | 102/123          | 171               | 31                | 66                | 8                 | 563               |
| 2009-2010       | Scavolini Spar Pesaro       | Serie A      | 28      | 28      | 825     | 131/248          | 33/91            | 70/94            | 144               | 46                | 62                | 2                 | 431               |
| 2010-2011       | Sigma Barcellona            | Legadue      | 29      | 29      | 877     | 147/291          | 29/85            | 106/128          | 185               | 41                | 60                | 2                 | 487               |
| 2011-2012       | Sigma Barcellona            | Legadue      | 26      | 23      | 742     | 84/171           | 33/90            | 67/80            | 104               | 31                | 35                | 7                 | 334               |
| Totale carriera |                             |              |         |         |         |                  |                  |                  |                   |                   |                   |                   |                   |

## Palmarès

### Squadra
- Supercoppa polacca: 1

Starogard Gdański: 2011

### Individuale
- Miglior realizzatore del campionato italiano: 1

2008-2009.